# Gil Mały (jezioro)
Gil Mały – jezioro w województwie warmińsko-mazurskim, w powiecie ostródzkim, w gminie Miłomłyn. Nad tym jeziorem położona jest miejscowość Gil Mały. Połączone jest z jeziorem Gil Wielki. Gil Mały jest jeziorem typu karasiowego udostępnionym dla wędkarzy.